# Chassagny
Chassagny är en kommun i departementet Rhône i regionen Auvergne-Rhône-Alpes i östra Frankrike. Kommunen ligger i kantonen Givors som tillhör arrondissementet Lyon. År 2018 hade Chassagny 1 311 invånare.

## Befolkningsutveckling
Antalet invånare i kommunen Chassagny
| Referens: INSEE |